# Suzy Castor

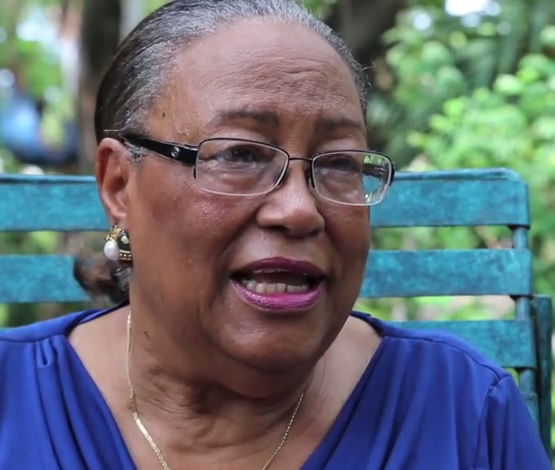
Suzy Castor, 2014

Suzy Castor (Aquin, 1936) es una historiadora haitiana militante por los derechos humanos.

## Biografía
Con seis años abandonó su localidad natal para formarse en Puerto Príncipe. En los años 1950 se interesó por las ciencias sociales por los cambios políticos en su país e ingresó en la École normale supérieur (ENS) en 1955, año en el que entró como militante del Parti d'entente populaire.
Se doctoró más tarde en historia en la Universidad Nacional Autónoma de México donde fue profesora entre 1968 y 1986, ese año regresó a Haití con su marido Gérard Pierre-Charles tras la caída de Jean-Claude Duvalier.

## Premios y distinciones
- 2004. Premios CEAR Juan María Bandrés por su compromiso en la defensa del derecho de asilo y la solidaridad.[2]
- 2022. Medalla CLACSO por su contribución al avance de las ciencias sociales en América Latina.[3]

## Publicaciones
- La ocupación norteamericana de Haití y sus consecuencias (1971)
- Le massacre de 1937 et les relations haïtiano-dominicaines (1988)